# Tmesisternus latifascia
Tmesisternus latifascia är en skalbaggsart som beskrevs av Heller 1914. Tmesisternus latifascia ingår i släktet Tmesisternus och familjen långhorningar.
Artens utbredningsområde är Irian Jaya. Inga underarter finns listade i Catalogue of Life.